# Marko Baša
Marko Baša, cirill betűkkel Марко Баша (Trstenik, 1982. december 29. –) válogatott montenegrói labdarúgó, hátvéd, olimpikon. Az év montenegrói labdarúgója (2014).

## Pályafutása

### Klubcsapatban
1998 és 2000 között a Trstenik PPT labdarúgója volt. 2000 és 2005 között az OFK Beograd csapatában szerepelt, közben 2001-ben kölcsönben a Proleter Zrenjanin játékosa volt. 2005 és 2008 között a francia Le Mans, 2008 és 2011 között az orosz Lokomotyiv Moszkva, 2011 és 2017 között a francia Lille együttesében játszott. 2014-ben az év montenegrói labdarúgójának választották.

### A válogatottban
2004-ben tagja volt a 2004-es U21-es Európa-bajnokságon ezüstérmes csapatnak. Részt vett a 2004-es athéni olimpián. 2005-ben három alkalommal szerepelt a szerb-montenegrói válogatottban. 2009 és 2017 között 37 mérkőzésen lépett pályára a montenegrói válogatottban és két gólt szerzett.

## Sikerei, díjai
- Az év montenegrói labdarúgója (2014)

 Szerbia és Montenegró
- U21-es Európa-bajnokság
  - ezüstérmes: 2004, Németország